# Tra noi è infinita
Tra noi è infinita è un singolo della cantante italiana Federica Carta, pubblicato il 29 giugno 2018 come terzo estratto dall'album Molto più di un film.

## Video musicale
Il videoclip del brano, diretto da Matilde Composta e Lorenzo Invernici, è stato pubblicato il 3 luglio 2018 sul canale YouTube della cantante.

## Tracce
Testi e musiche di Leonardo "Leo" Pari, Gianluigi Fazio, Gianluca Fiorulli.
1. Tra noi è infinita – 3:33